# میلنا گوویچ
میلنا گوویچ (صربی: Милена Говић؛ زادهٔ ۲۹ اکتبر ۱۹۷۶) یک بازیگر سینما، و هنرپیشه اهل ایالات متحده آمریکا است.